# Olethreutini

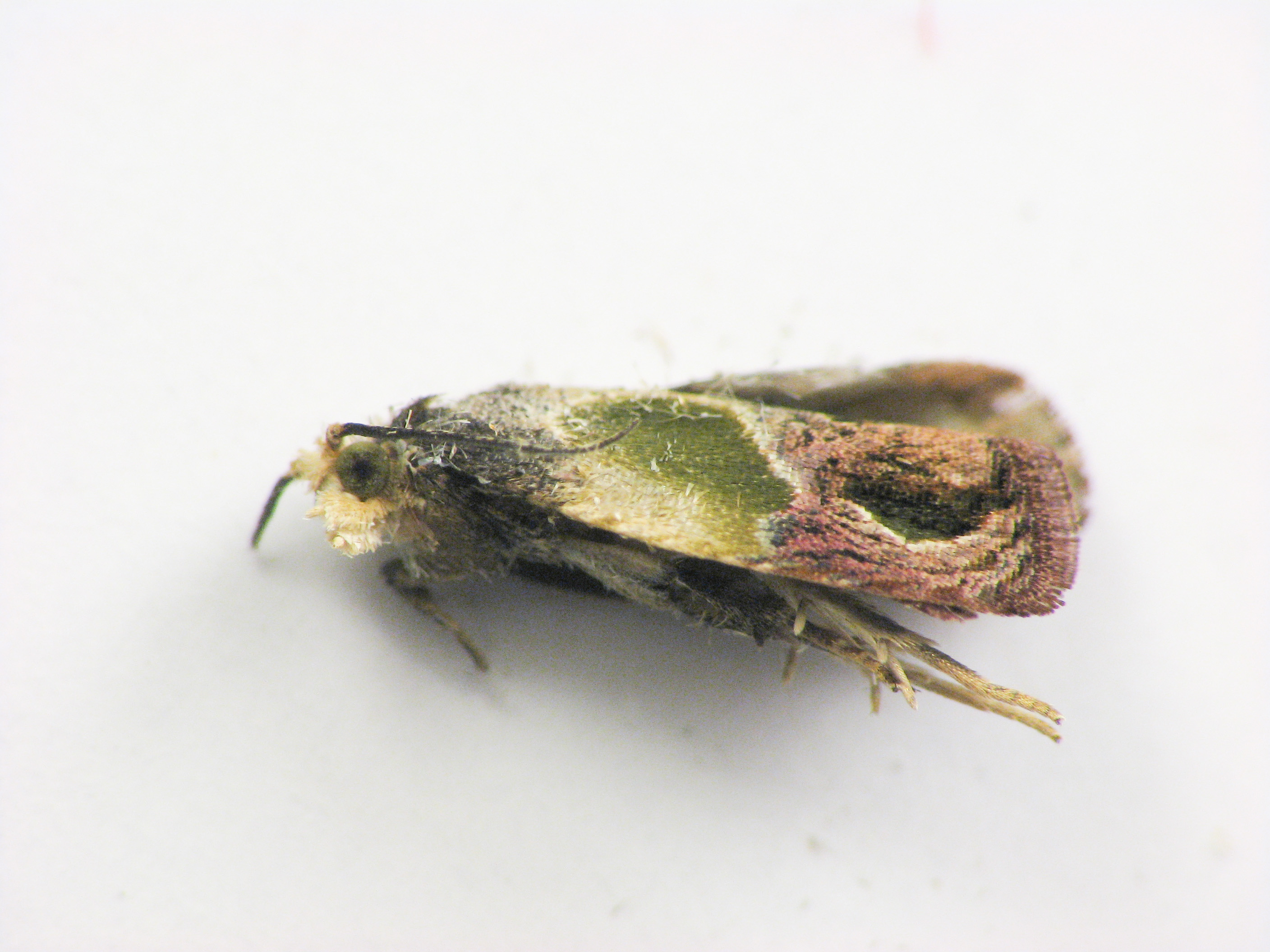
Eumarozia malachitana

Los oletreutinos (Olethreutini) son una tribu de lepidópteros ditrisios de la familia Tortricidae.  Tiene los siguientes géneros.

## Géneros[1]
- Acantheucosma
- Actinocentra
- Afrocostosa
- Afroploce
- Afrothreutes
- Ahmosia
- Alexiloga
- Antaeola
- Antirrhopa
- Apolobesia
- Apotomis
- Apsidophora
- Arcesis
- Archilobesia
- Argyroploce
- Asaphistis
- Astronauta
- Aterpia
- Atriscripta
- Atrypsiastis
- Baburia
- Basigonia
- Bucephalacra
- Cacocharis
- Camptrodoxa
- Capricornia
- Celypha
- Cephalophyes
- Cnecidophora
- Coccothera
- Cosmopoda
- Cosmorrhyncha
- Costosa
- Cymolomia
- Dactylioglypha
- Diakonoffiana
- Dicephalarcha
- Dolichohedya
- Dudua
- Dynatorhabda
- Eccopsis
- Endothenia
- Engelana
- Episimus
- Eppihus
- Eremas
- Eubrochoneura
- Eudemis
- Eudemopsis
- Eumarozia
- Euobraztsovia
- Evora (género)
- Fansipaniana
- Geita (género)
- Gnathmocerodes
- Gonomomera
- Hedya
- Hilaroptila
- Hopliteccopsis
- Hoplitendemis
- Hystrichoscelus
- Lepidunca
- Lipsotelus
- Lobesia
- Lobesiodes
- Megalomacha
- Megalota
- Meiligma
- Mesocharis
- Metendothenia
- Metrioglypha
- Neohermenias
- Neopotamia
- Neorrhyncha
- Neostatherotis
- Nepheloploce
- Niphadophylax
- Oestropa
- Olethreutes
- Omiostola
- Ophiorrhabda
- Orientophiaris
- Orthotaenia
- Oxysemaphora
- Palaeomorpha
- Paraeccopsis
- Paralobesia
- Pelatea
- Penthostola
- Phaecadophora
- Phaecasiophora
- Phaulacantha
- Phiaris
- Piniphila
- Podognatha
- Pomatophora
- Pristerognatha
- Prophaecasia
- Proschistis
- Psegmatica
- Pseudohedya
- Pseudohermenias
- Pseudosciaphila
- Psilacantha
- Recaraceria
- Rhectogonia
- Rhodacra
- Rhodocosmaria
- Rhopaltriplasia
- Riculorampha
- Rudisociaria
- Sambara (género)
- Selenodes
- Semniotes
- Semutophila
- Sisona
- Socioplana
- Sorolopha
- Stalagmocroca
- Statherotis
- Statherotmantis
- Statherotoxys
- Stenentoma
- Stictea
- Sycacantha
- Syricoris
- Taiteccopsis
- Teleta
- Temnolopha
- Theorica
- Trachyschistis
- Triheteracra
- Tsinilla
- Xenolepis
- Xenopotamia
- Zomaria
- Zomariana